# Acamas
Acamas ("incansável", em grego antigo) é um nome atribuído a diversos personagens da mitologia grega. Os três teriam lutado na Guerra de Troia, e apenas o primeiro não é mencionado por Homero:
- Acamas (filho de Teseu), filho de Teseu, mencionado por Virgílio como um dos que estavam dentro do Cavalo de Troia;
- Acamas, filho de Eussoro, residente em Eno, na costa leste da Trácia; juntamente com seu companheiro Píro, filho de Ímbraso, Acamas liderou um contingente de guerreiros trácios à Guerra de Troia.[1] Foi morto por Aias;[2]
- Acamas, filho de Antenor, lutou pelo lado dos troianos.